# Russborough House

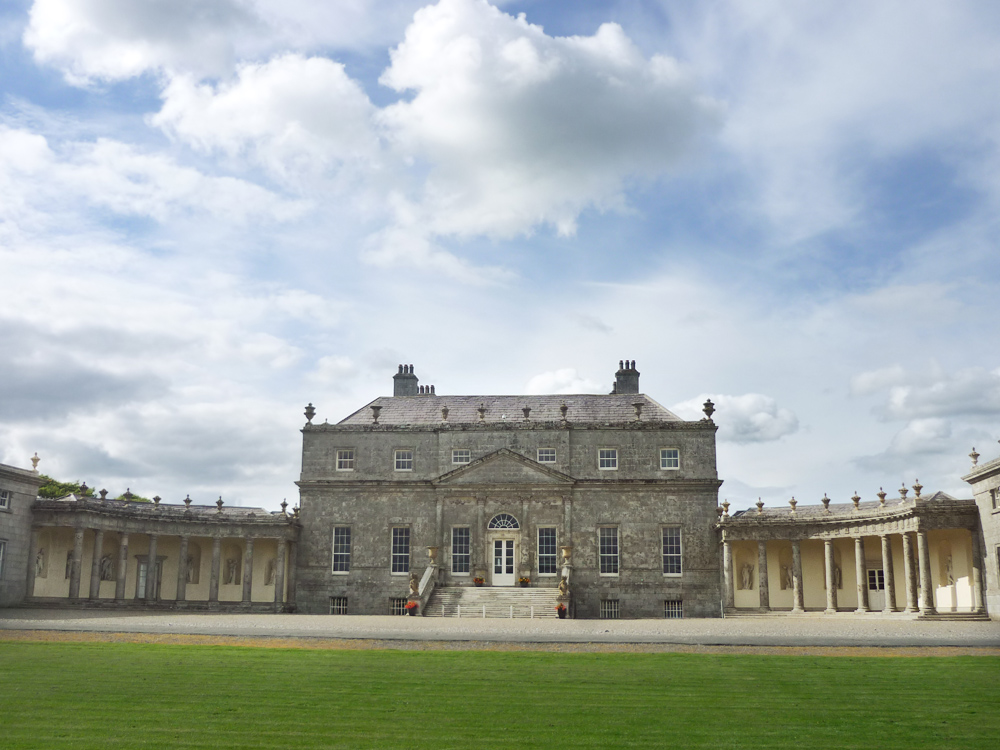
Russborough House, Teil der Fassade

Russborough House (irisch Teach Russborough) ist ein nahe den Blessington-Seen im County Wicklow gelegenes Herrenhaus aus dem 18. Jahrhundert, das mit 210 Metern die längste Fassade Irlands besitzt.
Das heute öffentlich zugängliche Gebäude wurde von Richard Cassels im palladianischen Stil für den ersten Grafen von Milltown erbaut. Die heutige Inneneinrichtung sowie die dort präsentierte Kunstsammlung stammen hauptsächlich von den letzten Bewohnern, Sir Alfred Lane Beit, 2. Baronet und Clementine, Lady Beit.

## Geschichte

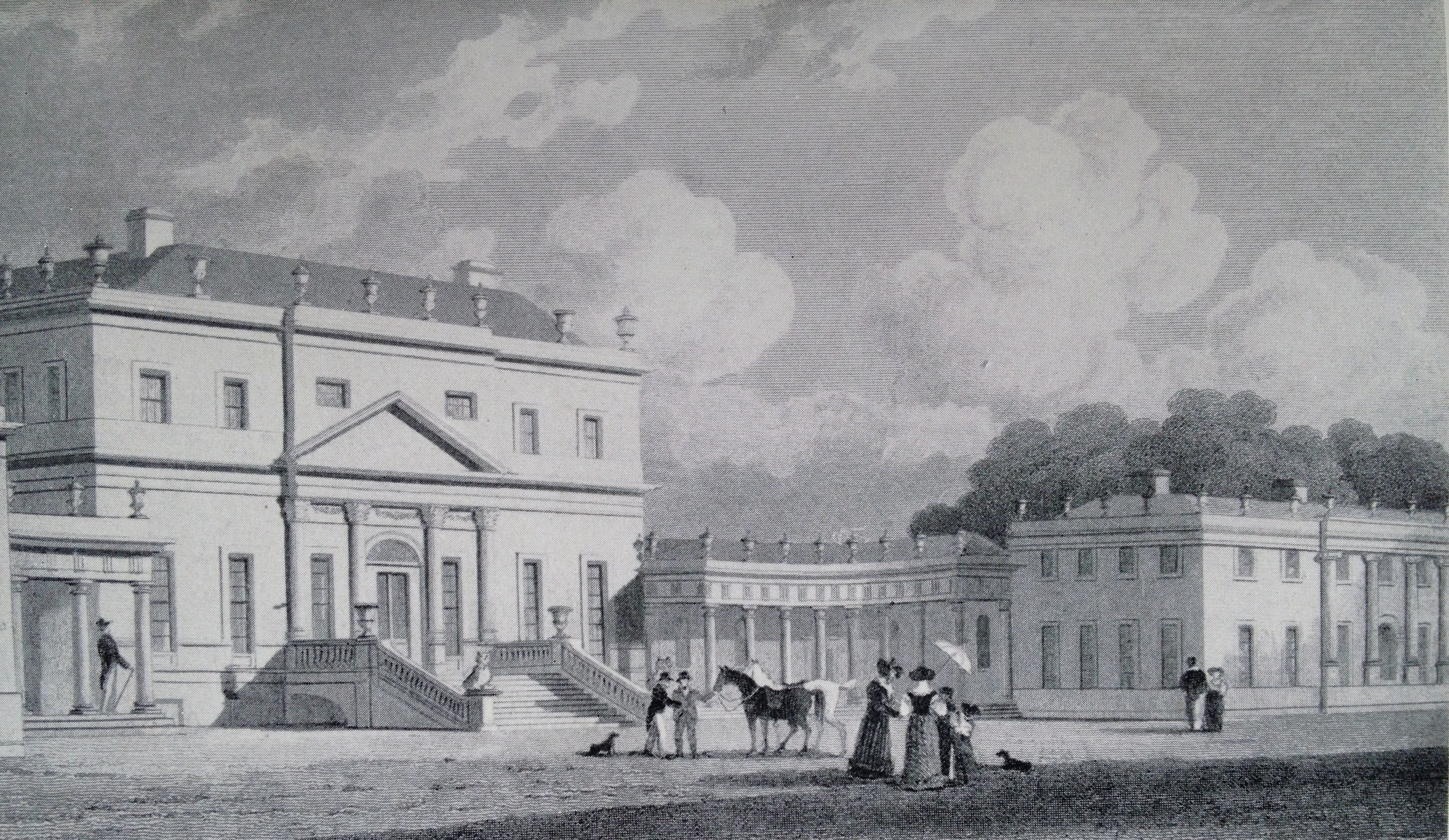
Russborough, Ireland

Russborough House wurde zwischen 1741 und 1751 für Joseph Leeson erbaut. Der Sohn eines wohlhabenden Brauereibesitzers und Abgeordnete des Irischen Parlaments aus Dublin wurde später zum Earl of Milltown erhoben. Abgesehen von einer kurzen Besetzung durch die Britische Armee um 1800 blieb das Haus über sechs Generationen im Besitz der Familie Milltown. Nach dem Tod des kinderlosen 7. Earls, 1891, gingen Einrichtung und Kunstsammlung der Milltowns fast komplett an die National Gallery of Ireland, wo sie heute im Milltown Wing präsentiert werden.
1915 erbte Sir Edmund Turton, ein Neffe des letzten Earl of Milltown das Anwesen. 16 Jahre später verkaufte dessen Familie Russborough House für £ 9.000 an Denis und Maeb Daly, die dort bis Anfang der 1950er-Jahre mit ihren Töchtern und bis zu 18 Angestellten wohnten.

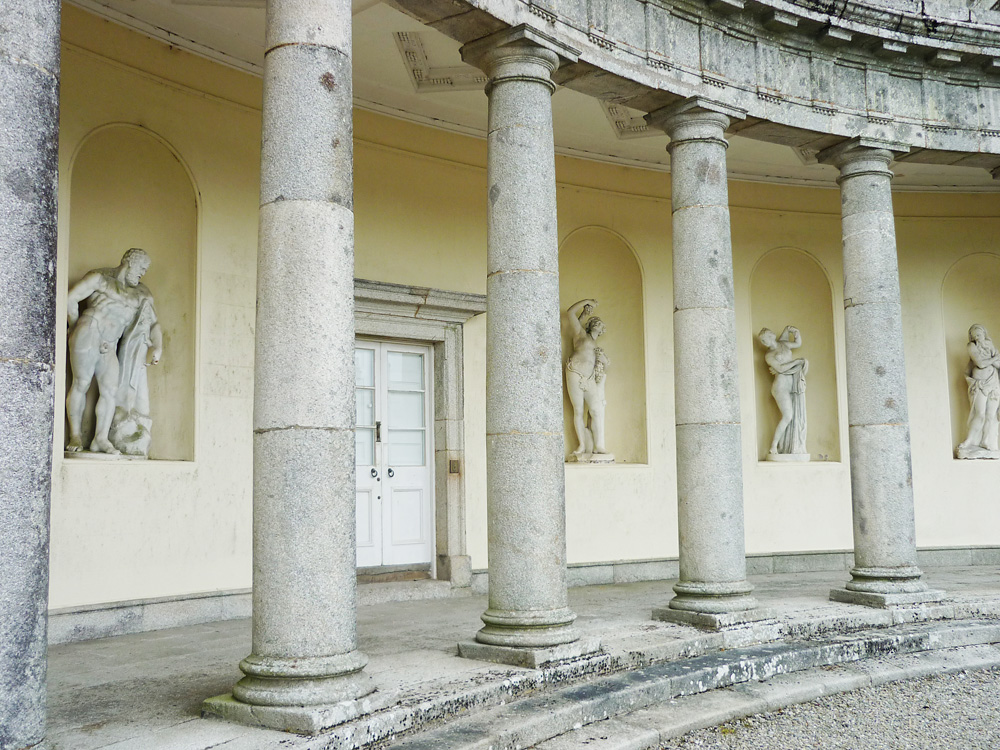
Ein Haus im palladianischen Stil

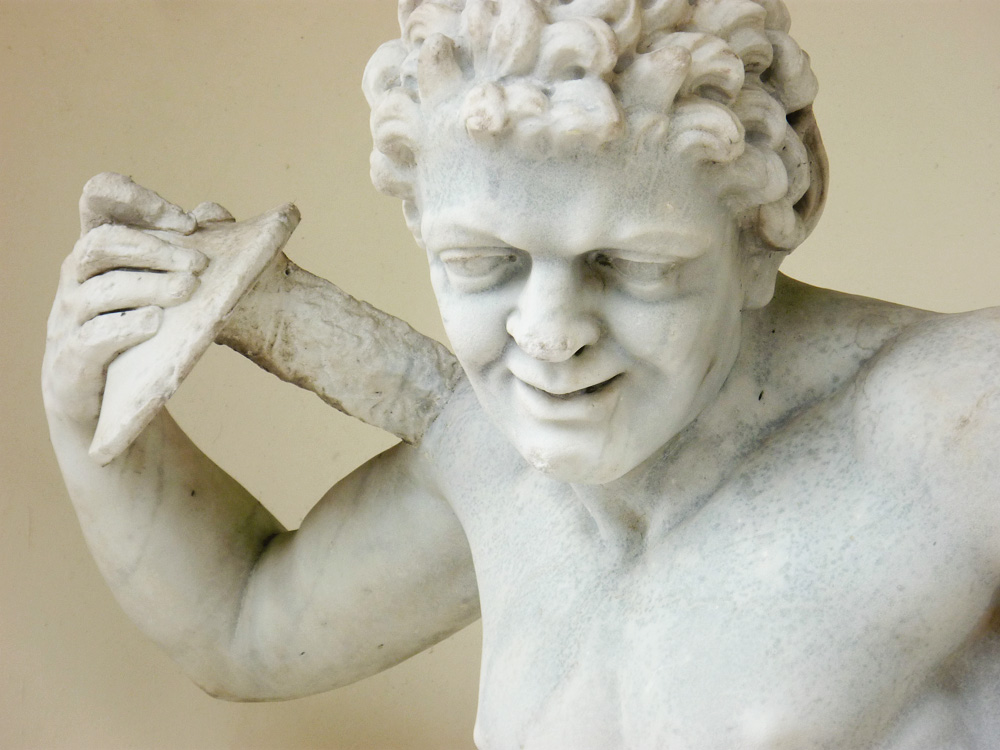
Skulptur in den Kolonnaden Russboroughs

Sir Alfred Lane Beit, 2. Baronet, und dessen Gattin Clementine, Lady Beit, wurden durch eine Verkaufsanzeige in der Zeitschrift Country Life auf Russborough House aufmerksam. Sie erwarben das Anwesen im Jahr 1952, da ihr voriger Wohnsitz in London nicht genug Platz für ihre umfangreiche Kunst- und Antiquitätensammlung bot. Das Paar gehörte zur Europäischen „High Society“ und pflegte Freundschaften zu berühmten Persönlichkeiten wie Jackie Kennedy oder Rex Harrison. Sir Alfred Lane Beit, 2. Baronet, war Abgeordneter des britischen Unterhauses und betätigte sich unter anderem als Fotograf und Pilot.
Bedeutende Teile der Kunstsammlung stammen aus dem Besitz des Onkels von Alfred Lane Beit, der ebenfalls Alfred Beit hieß. Durch Diamantenminen in Südafrika war er zu einem der reichsten Männer Europas geworden.
Bereits 1978 öffneten die Beits das Haus für Besichtigungen. 1994 starb Sir Alfred Lane Beit im Alter von 91 Jahren. Seit dem Tod von Lady Beit im Jahr 2005 ist die Alfred-Beit-Foundation für Russborough House verantwortlich.

## Die Ausstellung
Die Ausstellung gliedert sich in zwei Teile. Im Erdgeschoss und der ersten Etage ist die Originaleinrichtung der Beits zu sehen. Das Ehepaar sammelte neben Malerei und Skulpturen auch historische Möbel, Haushaltsgegenstände und Teppiche. Zu den Exponaten gehören chinesische Vasen aus dem 17. Jahrhundert, das Bett von Sir Richard Arkwright (Erfinder der Spinning Jenny) und ein Mikroskop, das Marie-Antoinette vermutlich von den Bewohnern Parmas zur Hochzeit geschenkt wurde. Das älteste Objekt ist eine Steinstatue aus Burgund von Maria Magdalena aus dem 16. Jahrhundert.

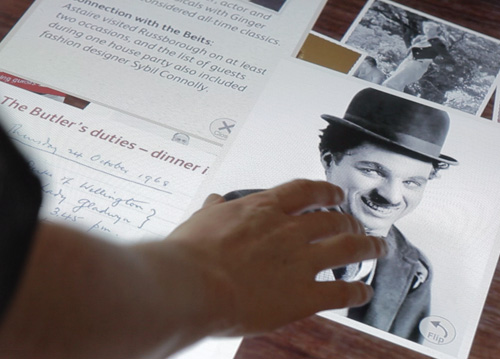
Touchscreen-Tisch in der interaktiven Ausstellung

Außerdem ist ein Teil der umfangreichen Kunstsammlung der Familie Beit zu sehen. Dazu gehören zwei Landschaftsgemälde von Thomas Gainsborough, eine Tierdarstellung von Jean-Baptiste Oudry sowie die vier von Claude Joseph Vernet speziell für Russborough House angefertigten Ölgemälde „Morgen“, „Mittag“, „Abend“ und „Nacht“.
2011 wurde im Untergeschoss eine neue Ausstellung eröffnet, die sich dem Leben der Beits widmet. Neben dreidimensionalen schwarzweiß-Fotografien aus den 20er- und 30er-Jahren, cineastischen Reisedokumentationen und einer umfangreichen Musiksammlung sind auch Besuche berühmter Persönlichkeiten wie Jackie Kennedy oder Mick Jagger dokumentiert.

## Diebstähle, Feuer  und Versteigerung

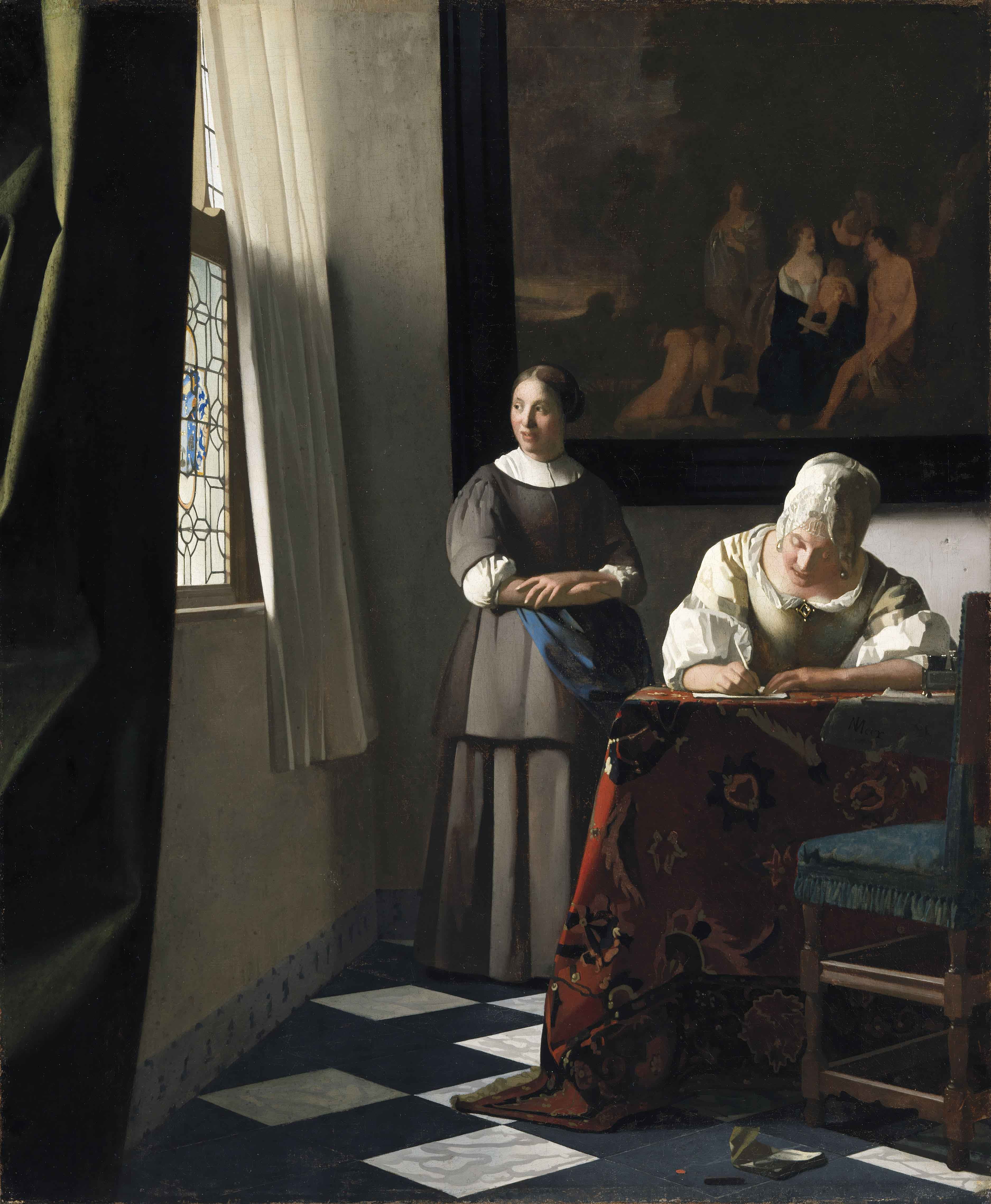
Jan Vermeers Briefschreiberin und Dienstmagd

Seit den 1970er-Jahren hat es insgesamt 4 Kunstdiebstähle in Russborough gegeben. 1974 stahl eine Splittergruppe der IRA 16 Gemälde – darunter Werke von Vermeer und Goya – im Wert von mehreren Millionen irischer Pfund. 1986 brach Martin Cahill, auch der „General“ genannt, in Russborough ein. 2001 und 2002 stahl der ehemalige Komplize Cahills, Martin Foley mehrere Kunstwerke, darunter Rubens’ „Portrait of a Dominican Monk“.
Bis auf eine Ausnahme wurden alle Werke im Laufe mehrerer Jahre wieder aufgefunden. Allerdings hängen die wertvollsten Stücke seit Ende der 1980er-Jahre aufgrund sicherheitstechnischer Bedenken in der National Gallery of Ireland. Im so genannten Beit-Flügel sind zum Beispiel Gainsboroughs „Madame Bacelli“, Hals’ „Lautenspieler“, Goyas „Dona Antonia Zárate“ und Vermeers „Briefschreiberin und Dienstmagd“ zu sehen.
Am 7. Februar 2010 brach im Westflügel ein Feuer aus und zerstörte unter anderem das komplette Dach des Flügels. Aufgrund der damals gerade stattfindenden Renovierungsarbeiten befanden sich weder Kunstwerke noch Möbel in dem Flügel. 2012 soll der Teil des Gebäudes vollständig renoviert sein und Gästen als Unterkunft zur Verfügung gestellt werden.
Eine geplante Versteigerung von neun Gemälden, u. a. von Peter Paul Rubens, David Teniers dem Jüngeren und Francesco Guardi bei Christie’s im Sommer 2015 wurde nach öffentlichen Protesten in Irland verschoben, um den Verbleib der Bilder in Irland zu ermöglichen. In diesem Zusammenhang wurde bekannt, dass es im Vorfeld schon zu Verkäufen von Kunstwerken gekommen war.